# Eimai Anthropos Ki Ego
"Eimai Anthropos Ki Ego" (alfabeto : "Είμαι άνθρωπος κι εγώ", tradução portuguesa: "Eu também sou humana") foi a canção que representou Chipre no Festival Eurovisão da Canção 1994 que se realizou em Dublin, na Irlanda. 
Foi interpretada em grego por Evridiki. Foi a segunda presença de Evridki que já havia representado Chipre no Festival Eurovisão da Canção 1992 com a canção "Teriazoume" . Em 1994 foi a quarta canção a ser interpretada na noite do festival, a seguir´à canção irlandesa "Rock 'n' Roll Kids", interpretada por Paul Harrington e Charlie McGettigan e antes da canção islandesa "Nætur, cantada por Sigga .  Terminou a competição em 11.º lugar, recebendo um total de 51 pontos. No ano seguinte, em 1995, Chipre fez-se representar com a canção "Sti Fotia", interpretada por Alexandros Panayi. Evridiki voltaria a participar no Festival Eurovisão da Canção 2007, com o tema Comme ci comme ça que não logrou chegar à final.

## Autores
A canção tinha letra, música e orquestração de Giorgos Theophanous.

## Letra
A canção é um apelo à paz mundial. 

## Versões
Evridiki lançou uma versão em francês da canção, "Fenêtre sur cour".